# Тамаш Дарњи
Тамаш Дарњи (мађ. Darnyi Tamás; Будимпешта, 3. јун 1967) био је олимпијац и репрезентативац Мађарске у пливању. Својевремено се говорило да је он био један од најбољих пливача мешовитим стилом свих времена. Светски пливачки магазин (Swimming World magazine) га је два пута прогласио пливачем године, 1987. и 1991. године.

## Биографија
Године 1975, као осмогодишњак, постао је члан пливачког клуба Ујпешт Дожа мађ. Újpesti Dózsa, а 1991. члан будимпештанског пливачког клуба Рендесет мађ. Budapesti Rendészeti SE. После тога, 1993. године био је члан пливачког клуба Спорт Плус мађ. Sport Plusz OTP SE.
Од 1984. па све до 1993. је био стални члан мађарске пливачке репрезентације. Учествовао је на двама Олимпијским играма 1988. у Сеулу и 1992. у Барселони. На Олимпијским играма освојио је четири златне медаље што представља највећи успех неког мађарског пливача на овом такмичењу.
На светским првенствима је такође имао великих успеха, освојио је четири титуле светског шампиона а на европским шампионатима је осам пута био првак. Постављао је светске и европске рекорде на 200 m и 400 m. Био је први пливач на свету који пливао стазу од 200 m испод две минуте. За мађарског спортисту године изабран је пет пута 1986, 1987, 1988, 1990, и 1992. године. За европског спортисту године је изабран 1991. године.
На првенствима Мађарске био је првак педесет и три пута. Године 1985. проглашен је за шампиона Мађарске свих времена, од 1991. је ушао у Клуб бесмртних, а од 2000. је члан Клуба славних.
Године 2000. постао је председник Пливачке федерације Мађарске а 2002. је добио награду Чик Ференц.

## Спортски успеси
- 4х олимпијски шампион (200 m мешовито: 1988, 1992 ; 400 m мешовито: 1988, 1992)
- 4х светски шампион (200 m мешовито: 1986, 1991 ; 400 m мешовито: 1986, 1991)
- 8х европски шампион (200 m мешовито: 1985, 1987, 1989 ; 400 m мешовито: 1985, 1987, 1989, 1993 ; 200 m делфин: 1989)
- 53х шампион Мађарске
- Светски рекорди:
  - 200 m мешовито: 1987: 2:00,56, 1988: 2:00,17 ; 1991: 1:59,36
  - 400 m мешовито: 1987: 4:15,42, 1988: 4:14,75, 1991: 4:12,36
- Европски рекорд:
  - 200 m мешовито: 1986: 2:01,57